# Pesjtera
Pesjtera (Bulgaars: Пещера) is een stad in de Bulgaarse oblast Pazardzjik. Pesjtera is de hoofdplaats van de gelijknamige gemeente Pesjtera. Op 31 december 2018 telde de stad Pesjtera 15.837 inwoners en de gemeente Pesjtera zo'n 17.716 inwoners.

## Geografie en ligging
Pesjtera  ligt aan de voet van het Rodopegebergte, op 18 km afstand van  Pazardzjik, op 38 km afstand van  Plovdiv en op zo’n 125 km afstand van de nationale hoofdstad  Sofia. De stad bevindt zich op 461 meter boven de zeespiegel. 
Het klimaat is gematigd. Het gemiddelde jaartemperatuur is 12,6 ° C. De hoeveelheid neerslag is relatief hoog en bedraagt zo’n 670 à 680 mm per jaar.

## Economie
De belangrijkste economische sector in de stad is de industrie. De twee grootste fabrieken zijn "Biovet Pesjtera", die antibiotica en medicijnen produceert, en "Vinprom Pesjtera", die alcoholische dranken produceert. Verder zijn er een aantal kleinere fabrieken die metalen constructies, schoeisels en voedsel produceren.

## Bevolking
Gedurende de twintigste eeuw groeide de bevolking van Pesjtera in een relatief snel tempo. Zo vervijfvoudigde het aantal inwoners van 3.871 in 1880 naar 19.411 in 2001. Desalniettemin kampt de stad de afgelopen jaren met een flinke bevolkingsafname, net als de meeste andere plaatsen in Bulgarije, vooral als gevolg van massale emigratie.
| stad Pesjtera     | 3.871         | 7.449  | 8.938  | 13.777 | 14.619 | 16.861 | 18.765 | 19.280 | 19.411 | 16.476 | 15.837 |
| gemeente Pesjtera | geen gegevens | 10.970 | 12.955 | 18.314 | 17.940 | 20.558 | 22.029 | 22.233 | 22.037 | 18.899 | 17.716 |

Op 31 december 2018 telt de stad 15.837 inwoners.

#### Bevolkingssamenstelling
De stad Pesjtera heeft een gemengde bevolking. Volgens de volkstelling van 2011 vormen etnische Bulgaren 72,5% van de bevolking. In de gemeente Pesjtera loopt dit percentage op tot 75,9% van de bevolking, aangezien de tot de gemeente behorende nabijgelegen dorpen uitsluitend door Bulgaren bewoond zijn. De grootste minderheden in de stad vormen de Bulgaarse Turken (19,4%) en de  Roma (5,3%). In de gemeente Pesjtera vormen zij respectievelijk 17,1% en 4,8% van de bevolking. Waarschijnlijk is het aantal Roma extreem onderschat en vormen zij eerder 20-25% van de bevolking. Er leeft verder ook een klein groepje Vlachen, geschat op ongeveer 250 personen, aangezien de exacte aantallen over deze bevolkingsgroep onbekend zijn. 
| Etnische samenstelling (in 2011) | Bulgaren | Bulgaarse Turken | Roma | overig |
| -------------------------------- | -------- | ---------------- | ---- | ------ |
| stad Pesjtera                    | 10.439   | 2.795            | 747  | 419    |
| gemeente Pesjtera                | 12.340   | 2.797            | 749  | 430    |